# Comté de Galway
Pour les articles homonymes, voir Galway.
Le comté de Galway (en irlandais : Contae na Gaillimhe) est un comté d'Irlande située sur la côte ouest de l'île dans la province du Connacht.
Sa superficie est de 6 148 km2, pour 277 737 habitants en 2022.
. C'est le deuxième plus grand comté après celui de Cork. Il est entouré des comtés de Mayo, Roscommon, Tipperary et Clare. Sa capitale et plus grande ville est Galway.

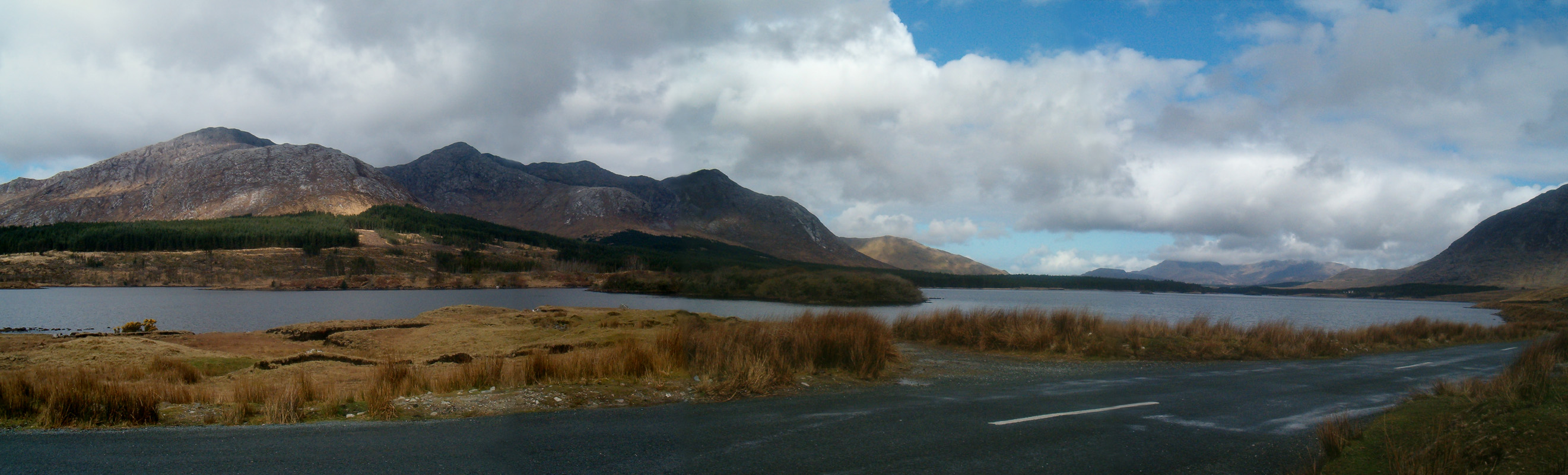
Le massif montagneux des Twelve Bens, dans le Connemara

Le comté se présente en deux parties distinctes entre lesquelles se situe la ville de Galway et le Lough Corrib (le plus grand lac d'Irlande) : à l'est on trouve un système de plaines ; à l'ouest le Connemara avec plusieurs systèmes montagneux, les Twelve Bens (Na Beanna Beola), les Maumturks mountains, et le Slieve Aughty. Au large des côtes se trouve un très grand nombre d'îles dont les plus importantes sont les îles d'Aran et Inishbofin.
Le comté compte plusieurs zones où le gaélique reste très vivace. Galway est fortement influencée par le langage et la culture Gaélique dans sa région du Connemara et dans les îles Aran, où le Gaélique est encore parlé.

## Villes et villages du comté
- Ardrahan, Athenry, Aughrim

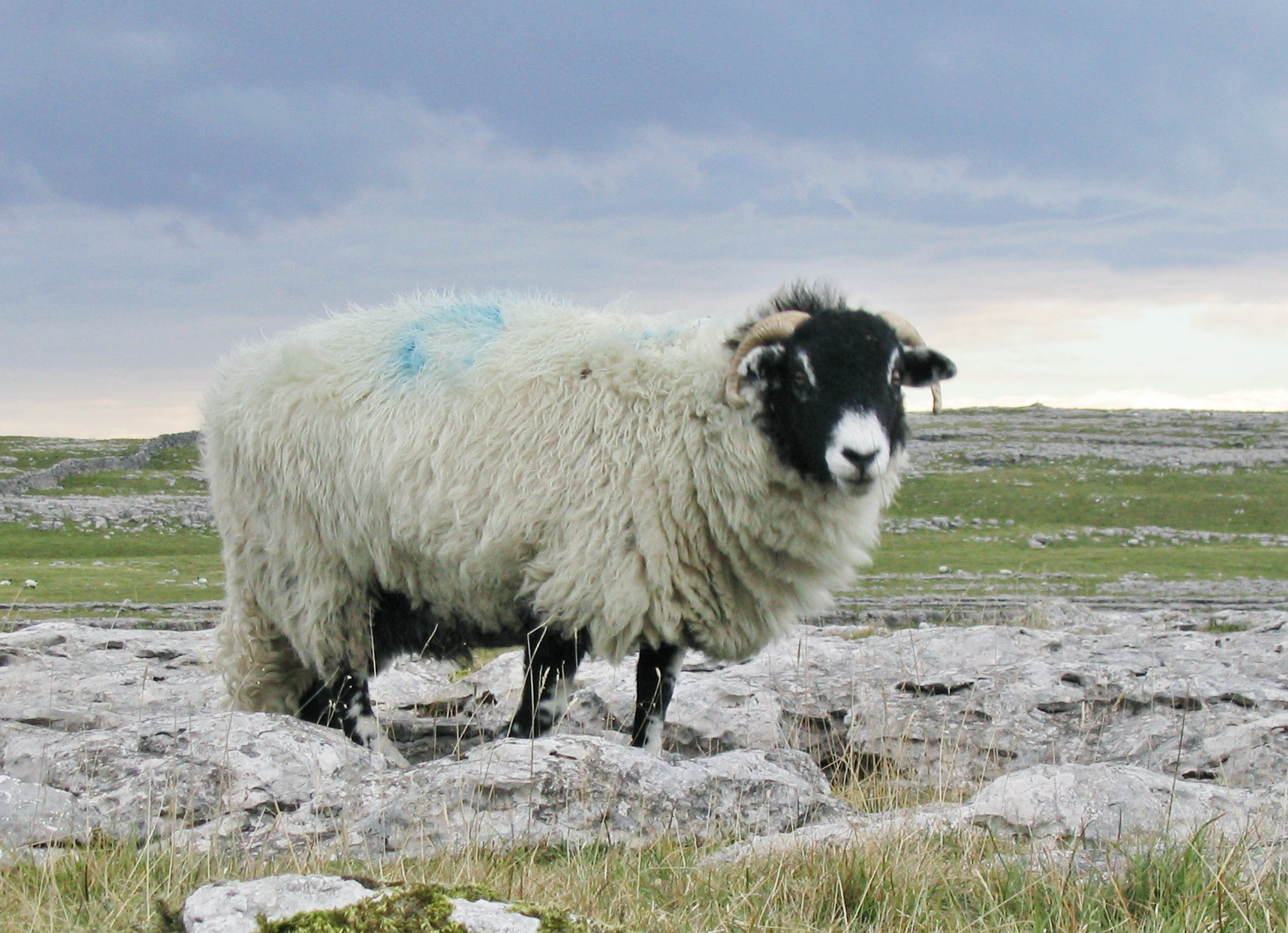
Paysage et mouton typiques du Connemara.

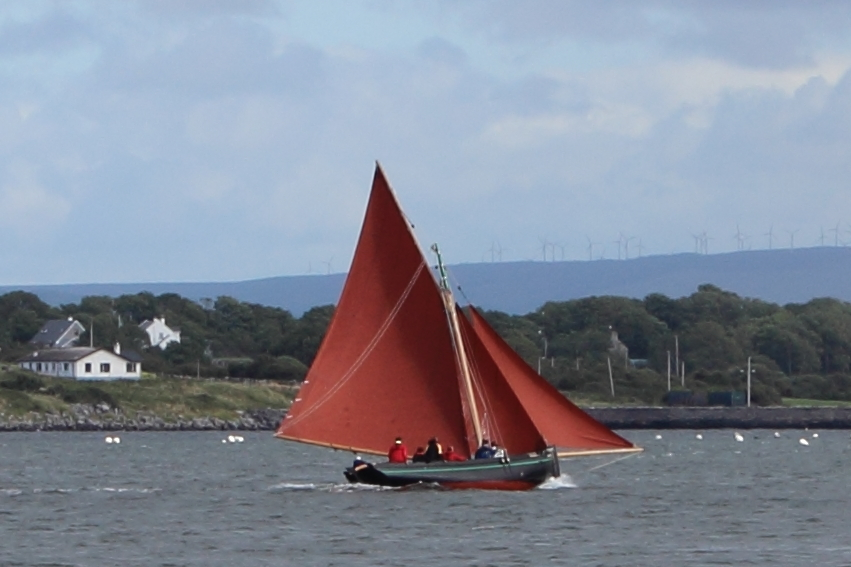
Galway Hooker à Kinvara.

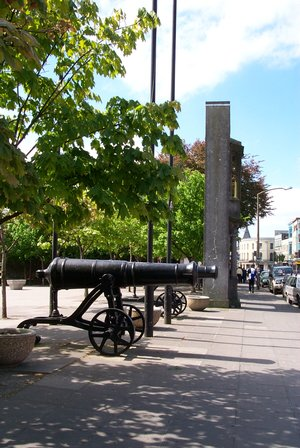
La place d'Eyre Square à Galway.

- Ballinasloe, Ballyconneely, Ballygar, Ballymoe, Ballynahinch, Barna, Bealadangan
- Camus, Carraroe, Carrowkeel, Cashel, Claregalway, Clarinbridge, Cleggan, Clifden, Clonbur, Corofin, Casla, Craughwell
- Eyrecourt
- Dunmore
- Galway, Glenamaddy, Glinsk, Gort
- Headford
- Inveran
- Kilconnell, Kilkieran, Kilronan, Kinvara
- Laurencetown, Leenaun, Lettercallow, Letterfrack, Lettermore, Loughrea
- Maam Cross, Maum, Monivea, Mountbellew, Moycullen, Muckanaghederdauhaulia
- Oranmore, Oughterard
- Portumna
- Recess, Ros Muc, Rossaveal, Roundstone
- An Spidéal
- Tuam, Turloughmore
- Woodford

## Transports
- Gare d'Ardrahan, Gare d'Athenry

### Comtés limitrophes
| océan Atlantique | Mayo            | Roscommon |
| océan Atlantique | Comté de Galway | Offaly    |
| océan Atlantique | Clare           | Tipperary |